# Nombres dans la mythologie nordique
Les nombres dans la mythologie nordique sont significatifs dans le paganisme germanique et l'ancienne religion nordique des Germano-Scandinaves. Les chiffres trois et neuf et leurs multiples, apparaissent à travers les attestations restantes du paganisme nordique, tant dans le mythe que la pratique. 

## Signification
Le nombre neuf est le plus important nombre du paganisme germanique et est associé aux tribus germaniques. On le retrouve dans la mythologie nordique au travers de plusieurs exemples. Ce nombre relève d'une importance magique et peut être combiné avec le nombre trois pour former le vingt-sept (3 x 9) et correspondre au calendrier lunaire germanique,. En 2022, Leszek Gardela analyse les pratiques nordiques associées au nombre neuf relevé dans les découvertes archéologiques. En effet, plusieurs objets comportent un motif représentant neuf petit clous disposés en carré et qui est généralement associé aux valkyries.  
Le nombre neuf occupe une place centrale dans la mythologie nordique, notamment dans les domaines du rituel, de l’initiation, de la magie et du sacré. Il est fréquemment associé aux dieux, aux rites de passage, à la structure cosmique et aux pratiques magiques, et apparaît aussi bien dans les Eddas que dans les sources latines médiévales et les vestiges archéologiques. L'importance du nombre neuf est similaire à celle du nombre sept dans la symbolique du Moyen-Orient que l'on retrouve dans les principaux courants religieux. 
Sa racine carrée, le trois, apparait également en de nombreuses occasions dans la littérature nordique, mais de manière moindre que le nombre neuf. Dans sa thèse, Li Tang note que d'autres nombres sont fréquemment utilisés pour servir un propos symbolique et narratif, certains étant directement influencé par la symbolique chrétienne. Le nombre 3 représente le sacré et la royauté. Le nombre 7, d'influence chrétienne, représente un ensemble entier. Le nombre 8 symbolise l'instabilité et la malchance. Le nombre 9 symbolise la magie. Le nombre 10 symbolise l'accomplissement. Le nombre 12, d'influence chrétienne, symbolise la perfection. Le nombre 13, d'influence chrétienne, symbolise la malchance. Le nombre 18 est caractérisés par une notion sanglante ou maléfique. 
Les significations du nombre neuf dans la mythologie nordique ont une incidence sur sa réappropriation ultérieure au XXe siècle par des groupes néopaganistes et satanistes. La religion Ásatrú repose notamment sur une liste de neufs vertues. Le nombre est associé à la naissance et à la mort : le nouveau-né doit recevoir un nom dans les neufs jours qui suivent sa naissance et les proches d'un défunt doivent ériger un monument à sa mémoire dans les neufs mois qui suivent son décès. Le nombre neuf n'est pas particulièrement observé au sein du mouvement Ásatrú pour sa signification dans la littérature nordique, mais plutôt comme un symbole magique. Dans les religions occultes et satanistes, la voie de la main gauche exploite la symbolique scandinave du nombre neuf comme contrepoids des dogmes chrétiens, structurant la cosmogonie sur ce nombre plutôt que le nombre sept. 

## Attestations

### Nombre neuf

#### Dans la littérature nordique
Le dieu Odin est étroitement lié au nombre neuf. Dans le poème Hávamál, il passe neuf nuits pendu à l’arbre du monde Yggdrasill pour acquérir la sagesse runique. Après cette épreuve, il apprend neuf chants magiques, puis en énonce dix-huit autres, soit un multiple de neuf. Dans Gylfaginning, il sacrifie neuf esclaves pour obtenir l’hydromel de la poésie, et son anneau magique Draupnir forme huit nouveaux anneaux toutes les neuf nuits. Le nombre neuf structure également les rites de passage dans d'autres récits, comme dans Grímnismál, où Odin, sous le nom de Grímnir, endure huit nuits entre deux feux avant de retrouver sa liberté le neuvième jour,.
Les pratiques magiques (seiðr) sont aussi associées à ce nombre. Dans l’Eiríks saga rauða, une prophétesse nommée Þorbjörg Lítilvölva (en) est présentée comme ayant eu neuf sœurs également versées dans la magie. Dans le Svipdagsmál, Gróa (en) enseigne à son fils Menglöd neuf incantations pour affronter les dangers de sa quête. De même, un coffre magique verrouillé par neuf serrures est mentionné dans le Fjölsvinnsmál, renforçant l’idée d’un savoir occulte lié à ce nombre,.
Le nombre neuf structure également la cosmologie nordique : dans le Völuspá, la völva évoque les neuf mondes liés par Yggdrasill. À la fin du Skáldskaparmál se trouve une liste de neuf royaumes célestes fournie par Snorri, comprenant, du plus bas au plus haut : Vindblain (également Heidthornir ou Hregg-Mimir), Andlang, Vidblain, Vidfedmir, Hrjod, Hlyrnir, Gimir, Vet-Mimir et Skatyrnir qui « se tiennent plus haut que les nuages, au-delà de tous les mondes ».
Certains dieux et êtres mythologiques sont eux-mêmes entourés de neuf figures : le dieu Heimdall a neuf mères, le dieu de la mer Ægir neuf filles, et le géant Þrívaldi (en) possède neuf têtes. Des voyages initiatiques, comme celui de Hermóðr vers Hel pour ramener Baldr, durent également neuf nuits, tout comme l’attente de Freyr avant de s’unir à la géante Gerðr dans Skírnismál,. Il existe encore d'autres occurences comme les neufs serrures dans la poitrine de Sinmara (en), le géant d'argile Mokkurkalfi mesurant neuf lieues de haut, et d'autres éléments liés à des personnages de la mythologie nordique.
Dans le Skírnismál, Freyr doit attendre neuf nuits pour se marier avec Gerd. Le Þrymskviða indique que les périodes des fiançailles nordiques sont de huit nuits et neuf jours. Le Fjölsvinnsmál mentionne que Njörd et Skadi vivent neuf nuits à Thrymheim et neuf nuits à Nóatún . Enfin, en lien avec le Ragnarök, Thor tue Jörmungand mais recule de neuf pas avant de tomber lui-même mort, et il ne survit que neuf divinités à la guerre : Baldr, Hödr, Magni, Modi, Vidar, Váli, Hoenir, la fille de Sól et une neuvième « forte, puissante, celle qui règne sur tout ».

#### Dans les sources externes
Adam de Brême rapporte que les grandes fêtes païennes à Uppsala ont lieu tous les neuf ans et comprennent le sacrifice de neuf têtes d’animaux mâles. De son côté, Thietmar de Mersebourg décrit un rituel similaire à Lejre au Danemark, impliquant le sacrifice de 99 humains et autant d’animaux tous les neuf ans.
La véracité et l'historicité de ces deux témoignages est fortement incertaine, cependant l'emploi et la répétition du neuf permet de souligner la persistance de ce motif numérique dans les représentations chrétiennes du paganisme nordique comme nombre magique ou sacré.

#### Dans l'archéologie et la symbolique viking
La symbolique du nombre neuf se retrouve au sein de sépultures de l'âge des Vikings dont les occupants sont associés à des ritualistes ou des völvur. Dans ces tombes datées des IXe et Xe siècles se trouvent plusieurs objets associés au nombre neufs tels que des colliers avec neuf amulettes, un anneau comportant neufs petits pendantifs en forme de Mjöllnir, une chaîne en anneaux comportant une amulette en argent percée de neuf trous, ou de nombreux motifs décoratifs de la tombe-bateau d'Oseberg reprenant le nombre neuf. À ces objets funéraires que l'on associe à des völvur s'ajoutent également des bijoux portés par des femmes aux Xe siècle reprenant un motif carré de 9 petits clous. Le nombre neuf est également identifié dans d'autres bijoux et artisanat de la période pré-chrétienne de l'âge des Vikings. 
Sur le plan symbolique, le symbole le plus associé au nombre neuf est le valknut que l'on relie à Odin. Les trois triangles représentent chaun la mort, la vie et la magie, et les neuf points de jonctions reprennent l'idée de la cosmologie,. On retrouve également des représentations du nombre neuf sur les pierres historiées de Gotland lors des représentations d'actions militaires, de sacrifices ou de rituels. Enfin, neil Price pointe l'alignement mégalithique de neufs pierres à Gotavi en Suède comme un autre témoin de l'importance symbolique du neuf.

### Nombre trois
Le nombre trois est également associé à Odin et ses compétences magiques. Lorsqu'Odin crée l'homme, il lui influe trois composantes associées à Hœnir et Lódur. Les incantations magiques ont besoin d'être répétées trois fois. Le nombre trois agit souvent en association au nombre neuf pour en multiplier les effets, comme lorsque trois groupes de neuf valkyries défendent Helgi. On le retrouve également dans les trois groupes de trois nornes. Le Draumr Þorsteins Síðu-Hallssonar évoque la visite de trois femmes en trois occasions.